# Головина, Люба
Любовь Владимировна Головина, выступающая под именем Люба Головина (груз. ლუბა გოლოვინა) — грузинская батутистка русского происхождения. Участница 4 Олимпиад: 2008, 2012, 2016 и 2024 годов. Серебряный призёр II Европейских игр в индивидуальной программе.

## Биография
Любу Головину в трёхлетнем возрасте мама привела в секцию спортивной гимнастики, а уже в 5 лет на соревнованиях в Москве девочка заняла второе место. Владимир и Людмила — родители Любы, также занимавшиеся гимнастикой, — впоследствии станут личными тренерами спортсменки.
Несмотря на то, что грузинская чемпионка Европы среди юниоров 2006 года в квалификационных соревнованиях взрослого чемпионата мира-2007 показала лишь 20-й результат и не попала в финальный турнир первенства, это позволило ей отобраться на Олимпийские игры в Пекин. На Олимпиаде 18-летняя Головина в квалификации превзошла многих своих именитых соперниц и с 5-й суммой очков пробилась в финальную стадию, где менее одного балла отделили её от бронзовой медали.
На II Европейских играх, проходивших в Минске, в индивидуальных соревнованиях батутисток Люба Головина завоевала «серебро», уступив француженке Лие Лабрусс и лишь на 0,02 балла опередив ставшую третьей хозяйку турнира Анну Гончарову.